# Heureuse Époque
Pour plus de détails, voir Fiche technique et Distribution.
Heureuse Époque (Altri tempi - Zibaldone n. 1) est un film de procès italien réalisé par Alessandro Blasetti, sorti en 1952.

## Synopsis
Film présentant plusieurs sketches.

## Fiche technique
- Titre original : Altri tempi - Zibaldone n. 1
- Titre français : Heureuse Époque
- Réalisation : Alessandro Blasetti
- Scénario : Alessandro Blasetti, Suso Cecchi D'Amico, Isa Bartalini, Oreste Biancoli, Vitaliano Brancati, Gaetano Carancini, Sandro Continenza, Italo Dragosei, Vinicio Marinucci, Augusto Mazzetti, Luigi Filippo D'Amico, Brunello Rondi, Turi Vasile et Giuseppe Zucca
- Photographie : Carlo Montuori et Gábor Pogány
- Montage : Mario Serandrei
- Musique : Alessandro Cicognini
- Pays de production : Italie
- Genre : comédie dramatique
- Durée : 100 minutes
- Date de sortie : 1952
- Affiche : Boris Grinsson (France)

## Distribution
- Aldo Fabrizi : Venditore ambulante di libri (segment "Il carrettino dei libri vecchi")
- Pina Renzi : Edicolante (segment "Il carrettino dei libri vecchi")
- Enzo Staiola : Figlio dell'edicolante (segment "Il carrettino dei libri vecchi")
- Luigi Cimara : Il signore nell'auto scoperta (segment "Il carrettino dei libri vecchi")
- Marisa Merlini : La signora nell'auto scoperta (segment "Il carrettino dei libri vecchi")
- Galeazzo Benti : Amante della signora (segment "Il carrettino dei libri vecchi")
- Mario Riva : Cliente Schizzinoso (segment "Il carrettino dei libri vecchi")
- Alba Arnova : Il Progresso (segment "Ballo Excelsior") / Matilde (segment "Meno di un giorno")
- Andrea Checchi : Camillo (segment "Meno di un giorno")
- Enzo Cerusico : Il tamburino (segment "Il tamburino sardo")
- Guido Celano : Il tenente medico (segment "Il tamburino sardo")
- Arnoldo Foà : Contadino toscano (segment "Questione d"interesse")
- Folco Lulli : Secondo contadino toscano (segment "Questione d"interesse")
- Paolo Stoppa : Padre di Guido (segment "Idillio")
- Rina Morelli : Madre di Guido (segment "L"idillio")
- Sergio Tofano : Nonno di Guido (segment "L'idillio")
- Jone Morino : Zia Maddalena (segment "Idillio")
- Amedeo Nazzari : Andrea Fabbri (segment "La morsa")
- Elisa Cegani : Giulia Fabbri (segment "La morsa")
- Roldano Lupi : Antonio Serra (segment "La morsa")
- Goliarda Sapienza : Anna (segment "La morsa")
- Elio Pandolfi : Lo sposo (segment "Pot-pourri di canzoni")
- Dina Perbellini : Madre della sposa (segment "Pot-pourri di canzoni")
- Clely Fiamma : Cabarettista (segment "Pot-pourri di canzoni")
- Gina Lollobrigida : Mariantonia Desiderio (segment "Il processo di Frine")
- Vittorio De Sica : L'Avvocato Difensore (segment "Il processo di Frine")
- Vittorio Caprioli : Il marito di Mariantonia (segment "Il processo di Frine")
- Arturo Bragaglia : L'avvocato accusatore (segment "Il processo di Frine")
- Turi Pandolfini : Primo cancelliere (segment "Il processo di Frine"
- Parmi les acteurs non crédités :
- Elena Altieri : Moglie del maggiore (segment "Pot-pourri di canzoni")
- Silvio Bagolini : La guida al santuario (segment "Meno di un giorno")
- Anna Carena : Teresa (segment "L'idillio")
- Bruno Corelli : Cameriere (segment "Meno di un giorno")
- Liana Del Balzo : Spettatrice al processo (segment "Il processo di Frine")
- Olga Vittoria Gentilli : SIgnora al "café-chantant" (segment "Pot-pourri di canzoni")
- Dante Maggio : Primo testimone (segment "Il processo di Frine")
- Alfredo Martinelli : Gabriele D'Annunzio (segment "Pot-pourri di canzoni")
- Pina Piovani : Lucia (segment "Idillio")
- Amina Pirani Maggi : Spettatrice al processo (segment "Il processo di Frine")
- Alfredo Rizzo : (segment "Il processo di Frine")
- Umberto Sacripante : Sacrestano testimone (segment "Il processo di Frine")
- Alberto Sorrentino : (segment "Il processo di Frine")
- Alberto Talegalli : Il sindaco quinto testimone (segment "Il processo di Frine")
- Gabriele Tinti : Il giovanotto sul treno (segment "Meno di un giorno")
- Pietro Tordi : Un infermiere (segment "Il tamburino sardo")